# Milana Tirnanić
Milana Tirnanić (Serbisch: Милана Тирнанић; * 1. September 1994 in Pančevo) ist eine serbische Leichtathletin, die sich auf den Sprint spezialisiert hat.

## Sportliche Laufbahn
Erste internationale Erfahrungen sammelte Milana Tirnanić im Jahr 2014, als sie bei den Balkan-Meisterschaften in Pitești im 100-Meter-Lauf nicht ins Ziel gelangte und mit der serbischen 4-mal-100-Meter-Staffel in 47,44 s die Goldmedaille gewann. Im Jahr darauf belegte sie bei den Balkan-Hallenmeisterschaften in Istanbul in 7,59 s den siebten Platz im 60-Meter-Lauf und anschließend schied sie bei den U23-Europameisterschaften in Tallinn über 100 Meter mit 11,94 s in der ersten Runde aus. Daraufhin wurde sie bei den Balkan-Meisterschaften in Pitești in 11,80 s Siebte über 100 Meter und gewann mit der Staffel in 45,87 s die Bronzemedaille. 2017 siegte sie bei den Balkan-Hallenmeisterschaften in Belgrad in 7,52 s über 60 Meter und schied kurz darauf bei den Halleneuropameisterschaften ebendort mit 7,56 s im Vorlauf aus. Bei den Balkan-Freiluftmeisterschaften in Novi Pazar gewann sie in 11,82 s die Silbermedaille über 100 Meter und siegte mit der Staffel in 46,34 s. 2019 gewann sie dann bei den Balkan-Hallenmeisterschaften in Istanbul in 7,36 s die Bronzemedaille und scheiterte dann bei den Halleneuropameisterschaften in Glasgow mit 7,47 s in der Vorrunde. 2020 gewann sie bei den Balkan-Hallenmeisterschaften in Istanbul in 7,40 s ein weiteres Mal Bronze und bei den Freiluftmeisterschaften in Cluj-Napoca siegte sie in 11,67 s über 100 Meter und belegte im 200-Meter-Lauf in 24,40 s den vierten Platz. Im Jahr darauf gewann sie bei den Balkan-Hallenmeisterschaften in Istanbul in 7,41 s die Bronzemedaille und schied kurz darauf bei den Halleneuropameisterschaften in Toruń mit 7,42 s in der Vorrunde aus. Ende Juni schied sie bei den Balkan-Meisterschaften im heimischen Smederevo mit 11,74 s im Vorlauf über 100 m aus und gewann in 45,58 s die Silbermedaille in der 4-mal-100-Meter-Staffel.
2022 gewann sie bei den Balkan-Hallenmeisterschaften in Istanbul in 7,37 s die Silbermedaille über 60 m hinter der Zyprin Olivia Fotopoulou und kurz darauf schied sie bei den Hallenweltmeisterschaften in Belgrad mit 7,42 s in der ersten Runde aus. Im Juni gewann sie bei den Balkan-Meisterschaften in Craiova in 11,70 s die Bronzemedaille über 100 Meter hinter der Israelerin Diana Vaisman und Rafaela Spanoudaki-Chatziriga aus Griechenland und mit der 4-mal-100-Meter-Staffel gelangte sie mit 45,37 s auf Rang vier. Anschließend erreichte sie bei den Europameisterschaften in München das Halbfinale über 100 Meter und wurde dort disqualifiziert. Im Jahr darauf schied sie bei den Halleneuropameisterschaften in Istanbul mit 7,42 s in der ersten Runde über 60 Meter aus. Im Juni wurde sie bei der 2. Liga der Team-Europameisterschaft im Rahmen der Europaspiele in Chorzów mit der 4-mal-100-Meter-Staffel disqualifiziert, ehe sie bei den Balkan-Meisterschaften in Kraljevo in 11,53 s die Bronzemedaille über 100 Meter hinter ihrer Landsfrau Ivana Ilić und Olivia Fotopoulou aus Zypern gewann. Zudem siegte sie dort in 44,65 s im Staffelbewerb. 2024 belegte sie bei den Balkan-Meisterschaften in Izmir in 11,53 s den fünften Platz über 100 Meter und gewann mit der Staffel in 44,36 s die Silbermedaille hinter dem griechischen Team. Im Jahr darauf belegte sie bei den Balkan-Hallenmeisterschaften in Belgrad in 7,43 s den fünften Platz über 60 Meter, ehe sie bei den Halleneuropameisterschaften in Apeldoorn mit 7,41 s in der ersten Runde ausschied. Im Juli belegte sie bei den Balkan-Meisterschaften in Volos in 11,89 s den achten Platz über 100 Meter und gewann mit der Staffel in 45,01 s die Silbermedaille hinter dem griechischen Team.
In den Jahren 2014 und 2015 sowie 2019 und 2020 und von 2022 bis 2025 wurde Tirnanić serbische Meisterin im 100-Meter-Lauf sowie 2019 auch über 200 Meter. Zudem siegte sie 2015, 2020 und 2021 in der 4-mal-100-Meter-Staffel. In der Halle wurde sie von 2019 bis 2021 sowie 2023 und 2025 Meisterin über 60 Meter sowie 2020 auch über 200 Meter.

## Persönliche Bestleistungen
- 100 Meter: 11,35 s (+1,5 m/s), 1. Juli 2023 in Budapest
  - 60 Meter (Halle): 7,33 s, 29. Januar 2022 in Budapest
- 200 Meter: 24,19 s (−1,7 m/s), 30. Juli 2023 in Kraljevo
  - 200 Meter (Halle): 24,46 s, 2. Februar 2020 in Belgrad